# Euderomphale stomale
Euderomphale stomale is een vliesvleugelig insect uit de familie Eulophidae. De wetenschappelijke naam is voor het eerst geldig gepubliceerd in 2007 door Narendran & Hayat.